# Liste der Botschafter der Republik China in Südkorea
Am 23. August 1992 nahm die Regierung Chung Won-shik in Seoul mit der Regierung Li Peng in Peking diplomatische Beziehungen auf, was die Anerkennung der Ein-China-Politik voraussetzte.
| Ernannt / Akkreditiert | Name           | Bemerkung                     | Posten verlassen |
| ---------------------- | -------------- | ----------------------------- | ---------------- |
| 1949                   | Shao Yu-lin    | (* 1909; 1984)                | 10. Jan. 1951    |
| 10. Jan. 1951          | Wang Tung-yuan | [ 2 ]                         | 17. Jan. 1961    |
| 17. Jan. 1961          | Liu Yu-wan     | Vorher Botschafter in Havanna | 4. Mai 1964      |
| 4. Mai 1964            | Liang Shu-chao |                               | 2. März 1967     |
| 2. März 1967           | Tang Tsung     | [ 4 ]                         | 9. Juni 1970     |
| 9. Juni 1970           | Lo Ying-teh    | General                       | 1975             |
| 1975                   | Chu Fu-Sung    |                               | 1979             |